# Bremiola caraganicola
Bremiola caraganicola är en tvåvingeart som beskrevs av Fedotova 1990. Bremiola caraganicola ingår i släktet Bremiola och familjen gallmyggor.
Artens utbredningsområde är Kazakstan. Inga underarter finns listade i Catalogue of Life.